# Camisia abdosensilla
Camisia abdosensilla är en kvalsterart som beskrevs av Ziemowit Olszanowski och Clayton 2002. Camisia abdosensilla ingår i släktet Camisia och familjen Camisiidae. Inga underarter finns listade.